# Anna Aaron
Pour les articles homonymes, voir Aaron.
Anna Aaron, née le 29 janvier 1985 à Bâle, est une auteure-compositrice-interprète et pianiste suisse alémanique.

## Biographie
Anna Aaron naît Cécile Meyer. Ses parents sont missionnaires et elle a un frère. 
Elle passe une partie de son enfance aux Philippines et Londres, notamment, et ne retourne en Suisse qu'à l'adolescence.

## Parcours musical
Elle commence à étudier le piano à l'âge de 12 ans et à écrire sa propre musique après avoir suivi des cours auprès d'un pianiste de jazz .
Elle sort son premier EP, I'll Dry Your Tears Little Murderer en 2009, sur le label Two Gentlemen. La même année, elle remporte le prix Basler Pop, tout comme l'année suivante. En février 2011, le single est suivi par King Of The Dogs, qui compte entre autres la chanson AirPlay. Son premier album, sorti en août 2011, est intitulé Dogs in Spirit. 
La chanteuse suisse Emilie Zoé l'accompagne en première partie de sa tournée entre 2011 et 2015.
Le 28 février 2014, elle sort son deuxième album, titré Neuro,, inspiré par l'écrivain cyber-punk William Gibson (Neuromancien) et produit à Londres. 
Son troisième album, intitulé Pallas Dreams et produit avec la seule aide du frère de l'artiste, sort en 2019 sur un petit label bâlois, Radicalis Music.
Son quatrième album, Moonwaves, réalisé en mars 2020, en plein confinement dû à la pandémie de COVID-19, est une collaboration avec Bernard Trontin, batteur des Young Gods. Sorti sur un nouveau label expérimental, Bambient, il est de style électronique alors que la musique d'Anna Aaron était plutôt pop jusque-là,.
Elle produit elle-même un nouvel album en 2022, intitulé Gummy et sorti sur un nouveau label, Hummus Records.